# Schronisko turystyczne na Czantorii
Schronisko turystyczne na Czantorii (Chata Čantoryje) – górskie schronisko turystyczne, obecnie bufet, w Beskidzie Śląskim, w zachodniej części wydłużonego wierzchołka Czantorii Wielkiej. Obecnie na terenie Czech, tuż przy granicy państwowej polsko-czeskiej.

## Historia

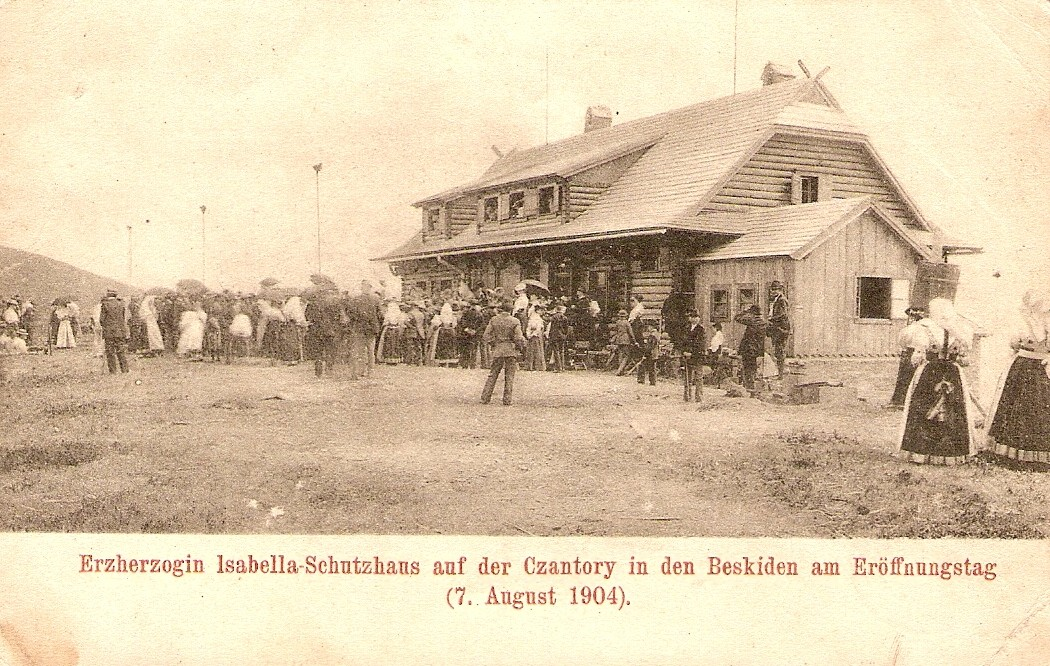
Otwarcie schroniska (1904)

Schronisko wzniesione zostało w latach 1903–1904 przez Beskidenverein, jako odpowiedź na plany Polaków wybudowania tu pierwszego polskiego schroniska w Beskidach. Budowane przez firmę Fryderyka Fuldy z Cieszyna, zostało oficjalnie otwarte 7 sierpnia 1904. Schronisku nadano nazwę Erzherzogin Isabella Schutzhaus na cześć arcyksiężnej Izabeli, żony ówczesnego księcia cieszyńskiego Fryderyka Habsburga. Początkowo schronisko było czynne tylko latem. Pierwszą gospodynią do 1908 była pani Hes z Wiednia. Po niej funkcję gospodarzy pełnili kolejno H. Korzinek, H. Walczysko i J. Streng. Do wzrostu popularności schroniska przyczyniały się systematycznie organizowane imprezy w stylu palenia ogni świętojańskich, a od 1913 zimowe festyny narciarskie. Do wybuchu I wojny światowej schronisko odwiedziło ponad 25 tys. gości. Po wytyczeniu granicy polsko-czechosłowackiej w 1920 schronisko, rozszabrowane w 1918, znalazło się po czeskiej stronie i zostało uruchomione ponownie przez „Beskidenverein” w 1923.
W 1945 schronisko ponownie znalazło się w Czechosłowacji. W 1948 zostało upaństwowione, a następnie przekazane przedsiębiorstwu „Beskidzkie Hotele i Restauracje” z Frydlantu nad Ostrawicą, które do 1953 przeprowadziło w nim generalny remont. Rozbudowane w I połowie lat 70. XX wieku, posiadało 54 miejsca noclegowe z pełną działalnością gastronomiczną. W latach 90. zostało sprywatyzowane. Ze względu na przepisy sanitarne wyłączono działalność noclegową i obecnie funkcjonuje tylko jako bufet.
Do lat 50. XX wieku obok schroniska stał w niewielkim ogrodzeniu drewniany krzyż. Upamiętniał on śmierć 12-letniego pasterza nazwiskiem Słowiok, który zamarzł na Czantorii w kwietniową noc 1913 r., poszukując w zadymce śnieżnej zaginionej owcy.